# 유럽 고속도로 843호선
유럽 고속도로 843호선(European route E843)은 이탈리아의 바리와 타란토를 이어주는 B-클래스 고속도로로, 총연장은 약 94 km이다. 주요 구간은 이탈리아 내부를 관통하고 있다.

## 경로
- 이탈리아
  - E55 바리
  - E90 타란토